# The Creation of the Humanoids
The Creation of the Humanoids (alternativ Creation of the Humanoids) ist ein US-amerikanischer Science-Fiction-Film von Wesley E. Barry aus dem Jahr 1962. Der Film basiert nicht auf Jack Williamsons Roman The Humanoids (dt. Wing 4), wie irrtümlich in der Internet Movie Database angegeben, sondern auf einem Originaldrehbuch von Jay Simms.
Nach einem Atomkrieg gehören Roboter in Menschengestalt zum alltäglichen Erscheinungsbild, da die Menschheit unter einer rückläufigen Geburtenrate leidet und auf maschinelle Unterstützung angewiesen ist. Eine fanatische Organisation von Menschen versucht zu verhindern, dass die Roboter volle Bürgerrechte erlangen. Zeitgleich experimentiert ein Wissenschaftler mit menschlichen Doppelgängern mit authentischen Gefühlen und Erinnerungen.

## Handlung
Die Erde leidet unter den Folgen eines Atomkriegs, aufgrund rückläufiger Geburtenraten schrumpft die menschliche Bevölkerung unaufhaltsam. Die „Humanoiden“ des Filmtitels, technisch weit fortgeschrittene Roboter in Menschengestalt mit künstlichen Persönlichkeiten, unterstützen die Menschen auf wissenschaftlichem Gebiet wie auch im Alltag. Eine fanatische Organisation von Menschen, der „Order of Flesh and Blood“, versucht die Freiheiten der Roboter einzuschränken und schreckt dabei auch vor illegalen Aktionen nicht zurück, bis hin zu gewalttätigen Übergriffen.
Der Wissenschaftler Dr. Raven hat eine Technik namens „Thalamische Transplantation“ entwickelt, die die Persönlichkeit und die Erinnerungen eines verstorbenen Menschen auf einen maschinellen Doppelgänger übertragen kann. Dieser Doppelgänger ist sich seiner künstlichen Natur nicht bewusst; er kann sich frei bewegen, nur einmal am Tag schaltet er sich für eine Stunde ab, um Rückmeldung an die Humanoiden zu geben. Mit Dr. Ravens Hilfe tauschen die Humanoiden heimlich nach und nach verstorbene Menschen aus.
Cragis, einer der Führer des „Order of Flesh and Blood“, und Maxine verlieben sich ineinander, obwohl Maxine die Machenschaften des „Order“ ablehnt. Gleichzeitig versucht Cragis seine Schwester zur Trennung von ihrem Lebenspartner, einem Roboter, zu überreden, da diese Verbindung seine Führungsposition gefährdet. Im Finale müssen Cragis und Maxine erfahren, dass sie zu den künstlichen Doppelgängern gehören, die Dr. Raven von jüngst verstorbenen Menschen angefertigt hat. Maxine kam ausgerechnet bei einem Bombenattentat ums Leben, das der „Order“ gegen die Roboter verübt hatte. Raven, nach einem tödlichen Angriff selbst ein Duplikat, erklärt Cragis und Maxine, dass die beiden bereits Humanoiden der nächsten Generation darstellen – sie sind in der Lage, sich auf menschlich-biologischem Wege zu vermehren.

## Hintergrund
Laut Verzeichnis der Academy of Motion Picture Arts and Sciences (AMPAS) wurden die Dreharbeiten zu The Creation of the Humanoids im August 1960 abgeschlossen. Am 3. Juli 1962 wurde der Film in Los Angeles gestartet.
Das Verzeichnis der AMPAS, Leonard Maltin's 2008 Movie Guide, Phil Hardys The Aurum Film Encyclopedia – Science Fiction und Michael Weldons The Psychotronic Encyclopedia of Film geben die Laufzeit des Films mit 75 Minuten an. Die US-DVD von Dark Sky läuft jedoch 84 Minuten (wie auch die nicht mehr erhältliche VHS-Veröffentlichung von Something Weird Video). Ob die unterschiedlichen Angaben auf einen Irrtum zurückgehen oder ob eine kürzere Fassung des Films existierte, ist ungeklärt.
Der Vorspann des Films gibt keine Auskunft über den Komponisten der Filmmusik, die primär aus sphärischen Frauengesängen besteht. Stattdessen erscheint ein Titel mit dem Hinweis „Electronic Harmonics by I.F.M.“ Die Internet Movie Database weist dieses Kürzel als Pseudonym des vornehmlich in den 1940er und 1950er Jahren aktiven Filmkomponisten (und Produzenten des Films) Edward J. Kay aus, Belege hierfür existieren jedoch nicht.
The Creation of the Humanoids wird häufig als Andy Warhols Lieblingsfilm angegeben, obwohl weder bekannt ist ob Warhol diese Aussage tatsächlich machte oder den Film überhaupt kannte.

## Kritiken
Ob The Creation of the Humanoids von der zeitgenössischen Kritik beachtet und wie er von dieser bewertet wurde, ist nicht bekannt. Der Film fand jedoch Erwähnung in Susan Sontags 1965 erschienenem Essay über das Science-Fiction-Kino mit dem Titel The Imagination of Disaster.
Die nachfolgenden Kritiken stammen aus späteren Jahrzehnten:
„Theaterhaftes Billigprodukt ohne jedes Tempo.“ – Leonard Maltin.
„Dieser interessante Film […] leidet sehr unter Simms' geschwätzigem Skript.“ – The Aurum Film Encyclopedia – Science Fiction.
„Ein arg unterbewertetes Kleinod von großem Wert [und] ein perfektes Beispiel dafür, dass Science Fiction als Schaffensgebiet der Ideen statt der Spezialeffekte dienen sollte.“ – Richard Scheib, Moria – The Science Fiction, Horror and Fantasy Film Review.
„Zugegeben, es ist ein grober, unsubtiler Film, aber diesen in den frühen 1960ern, den hereinbrechenden Sturm der Bürgerrechtsbewegung vor Augen, zu drehen, erforderte einigen Mut seitens der Filmemacher.“ – Erick Harper, DVD Verdict.
„Obwohl fraglos ein durchdachter Science-Fiction-Film, bleibt The Creation of the Humanoids ein seltsames Werk.“ – Glenn Erickson, DVD Savant.

## DVD-Veröffentlichung
The Creation of the Humanoids ist in den USA auf einer Doppel-DVD mit dem Film War Between the Planets (Il pianeta errante, dt. Orion-3000 – Raumfahrt des Grauens) erhältlich. Vertrieben wird die DVD von der Firma Dark Sky. Die VHS-Veröffentlichung von Something Weird Video ist nicht mehr erhältlich.
Der Film lief nicht in den deutschen Kinos und wird im deutschsprachigen Raum auch nicht auf DVD angeboten.